# ふるさと伊豆半島誌
ふるさと伊豆半島誌（ふるさといずはんとうし）は、静岡放送が製作していたテレビの教養番組。

## 内容
- 1987年1月18日から1990年4月12日に再放送を含め、全12話に編成構成した30分の旅番組。
- ふるさとシリーズとして、長期間放送され、地元・静岡に定着する。
- 静岡県東部地区に散在する温泉の豊富な、韮山、下田、松崎、天城などが観光地となっている伊豆半島を案内していた。
- 在籍アナウンサーが番組を誘導し，詳細も含め，視聴者にわかりやすく進行するシステムを採用していた。

| スタブアイコン | サブスタブ | この項目は、まだ閲覧者の調べものの参照としては役立たない、テレビ番組に関連した書きかけの項目です。この項目を加筆・訂正などしてくださる協力者を求めています（P:テレビ/PJ:放送または配信の番組）。 |